# Mengen
Mengen là một huyện thuộc tỉnh Bolu, Thổ Nhĩ Kỳ. Huyện có diện tích 828 km² và dân số thời điểm năm 2007 là 14875 người, mật độ 18 người/km².